# Aphelandra hieronymi
Aphelandra hieronymi är en akantusväxtart som beskrevs av August Heinrich Rudolf Grisebach. Aphelandra hieronymi ingår i släktet Aphelandra och familjen akantusväxter. Inga underarter finns listade i Catalogue of Life.